# Braha
Braha (ukr. Брага) – wieś na Ukrainie, w obwodzie chmielnickim, w rejonie kamienieckim. W 2001 roku liczyła 175 mieszkańców.
Miejscowość leży na prawym brzegu Dniestru, naprzeciw twierdzy chocimskiej.

## Zabytki
- twierdza w Braże - nieistniejąca obecnie fortyfikacja.
- parterowy, dwór wybudowany w 1876 r. przez Izydora Kownackiego, wielobryłowy; po bokach piętrowe skrzydła kryte dachami dwuspadowymi skierowanymi szczytami do frontu; po prawej stronie czteroboczna trzypiętrowa wieża. Obok park. Dwór zniszczony w latach 1917-1918[2].